# Willem Jan Thijssen
Willem Jan Thijssen (auch Wilhelm-Jan Thijssen; * 8. Juni 1986 in Tilburg) ist ein ehemaliger niederländischer Fußball-Torwart.

## Karriere
Thijssen, der in der Jugend bei PSV Eindhoven spielte, wechselte im Jahr 2004 zum Zweitligisten Fortuna Sittard. Dort war er hinter Arjan Christianen der zweite Torhüter der Mannschaft. Er blieb bis zum Jahr 2009, ehe er zum Amateurklub RKSV Groene Ster wechselte.